# Jean Noireau
Jean Noireau, né le 7 mai 1755 à Meilly-sur-Rouvres (Côte-d'Or), mort le 18 juin 1821 à Angers (Maine-et-Loire), est un général français de la Révolution et de l’Empire.

## États de service
Il entre en service le 1er janvier 1773, dans la Gendarmerie de France pour servir dans la compagnie écossaise, puis le 19 juin 1782, il passe dans la compagnie de la connétablie.
Le 19 juin 1791, il est nommé lieutenant dans la gendarmerie à Arnay-le-Duc et le 13 février 1794, il devient chef de brigade commandant l'escadron de gendarmerie de Tours. Le 22 juillet 1796, il commande la place de Saint-Maixent et le 20 octobre suivant, il commande le département des Deux-Sèvres, par intérim.
Le 10 juin 1797, il est mis à la tête de la 5e division de gendarmerie à Angers et le 5 septembre 1801, il prend le commandement de la 5e légion de gendarmerie, poste qu’il occupe jusqu’au 5 septembre 1814. Il est fait chevalier de la Légion d’honneur le 5 février 1804, officier de l’ordre le 14 juin suivant, puis commandeur le 28 juin 1813.
Lors de la Première Restauration, il est maintenu à la tête de sa légion de gendarmerie devenue 6e légion et il est fait chevalier de Saint-Louis le 27 juin 1814.
Pendant les Cent-Jours, il est promu général de brigade le 19 mai 1815 et il prend les fonctions d’inspecteur général de la gendarmerie. Il est mis en non-activité le 22 septembre 1815 et il est admis à la retraite avec le grade de maréchal de camp le 26 janvier 1816.
Il meurt le 18 juin 1821, à Angers.